# Villarmayor
Villarmayor is een gemeente in de Spaanse provincie Salamanca in de regio Castilië en León met een oppervlakte van 39,05 km². Villarmayor telt 195 inwoners (1 januari 2016).

## Demografische ontwikkeling
Bron: INE, 1857-2011: volkstellingen